# Взаємна коваріація
У теорії ймовірностей та статистиці для заданих двох стохастичних процесів {\displaystyle \left\{X_{t}\right\}} та {\displaystyle \left\{Y_{t}\right\}}, взає́мна коваріа́ція (англ. cross-covariance) — це функція, яка дає коваріацію одного процесу з іншим у пари моментів часу. За звичайного позначення {\displaystyle \operatorname {E} } для оператора математичного сподівання, якщо процеси мають функції середнього значення {\displaystyle \mu _{X}(t)=\operatorname {\operatorname {E} } [X_{t}]} та {\displaystyle \mu _{Y}(t)=\operatorname {E} [Y_{t}]}, то перехресну коваріацію задають як
{\displaystyle \operatorname {K} _{XY}(t_{1},t_{2})=\operatorname {cov} (X_{t_{1}},Y_{t_{2}})=\operatorname {E} [(X_{t_{1}}-\mu _{X}(t_{1}))(Y_{t_{2}}-\mu _{Y}(t_{2}))]=\operatorname {E} [X_{t_{1}}Y_{t_{2}}]-\mu _{X}(t_{1})\mu _{Y}(t_{2}).\,}
Взаємна коваріація пов'язана із ширше вживаною взаємною кореляцією процесів, про які йде мова.
У випадку двох випадкових векторів {\displaystyle \mathbf {X} =(X_{1},X_{2},\ldots ,X_{p})^{\rm {T}}} та {\displaystyle \mathbf {Y} =(Y_{1},Y_{2},\ldots ,Y_{q})^{\rm {T}}} взаємною коваріацією буде матриця {\displaystyle \operatorname {K} _{XY}} розміру {\displaystyle p\times q} (яку часто позначують через {\displaystyle \operatorname {cov} (X,Y)}) з елементами {\displaystyle \operatorname {K} _{XY}(j,k)=\operatorname {cov} (X_{j},Y_{k}).\,} Таким чином, термін взаємна коваріація використовують для того, щоб відрізняти це поняття від коваріації випадкового вектора {\displaystyle \mathbf {X} }, яку розуміють як матрицю коваріацій між скалярними складовими самого {\displaystyle \mathbf {X} }.
В обробці сигналів взаємну коваріацію часто називають взаємною кореляцією, й вона є мірою подібності двох сигналів, яку зазвичай використовують для пошуку ознак (англ. features) у невідомому сигналі шляхом порівняння його з відомим. Вона є функцією відносного часу між сигналами, іноді носить назву ковзного скалярного добутку (англ. sliding dot product), й має застосування в розпізнаванні образів та криптоаналізі .

## Взаємна коваріація стохастичних процесів
Визначення взаємної коваріації випадкових векторів можна узагальнити на випадкові процеси наступним чином:

### Визначення
Нехай {\displaystyle \{X(t)\}} та {\displaystyle \{Y(t)\}} позначують випадкові процеси. Тоді взаємну коваріаційну функцію цих процесів {\displaystyle K_{XY}} визначають як:с.172
| {\displaystyle \operatorname {K} _{XY}(t_{1},t_{2}){\stackrel {\mathrm {def} }{=}}\ \operatorname {cov} (X_{t_{1}},Y_{t_{2}})=\operatorname {E} \left[\left(X(t_{1})-\mu _{X}(t_{1})\right)\left(Y(t_{2})-\mu _{Y}(t_{2})\right)\right]} | \| \| \| \| \| \| \| \| | (1) |
| |                         |     |
| |                         |     |

де {\displaystyle \mu _{X}(t)=\operatorname {E} \left[X(t)\right]}, а {\displaystyle \mu _{Y}(t)=\operatorname {E} \left[Y(t)\right]}.
Якщо ці процеси є комплекснозначними випадковими процесами, то другий множник потребує комплексного спряження:
{\displaystyle \operatorname {K} _{XY}(t_{1},t_{2}){\stackrel {\mathrm {def} }{=}}\ \operatorname {cov} (X_{t_{1}},Y_{t_{2}})=\operatorname {E} \left[\left(X(t_{1})-\mu _{X}(t_{1})\right){\overline {\left(Y(t_{2})-\mu _{Y}(t_{2})\right)}}\right]}

### Визначення для спільно СШС процесів
Якщо {\displaystyle \left\{X_{t}\right\}} та {\displaystyle \left\{Y_{t}\right\}} є спільно стаціонарними в широкому сенсі, то справедливим є наступне:
{\displaystyle \mu _{X}(t_{1})=\mu _{X}(t_{2})\triangleq \mu _{X}} для всіх {\displaystyle t_{1},t_{2}},
{\displaystyle \mu _{Y}(t_{1})=\mu _{Y}(t_{2})\triangleq \mu _{Y}} для всіх {\displaystyle t_{1},t_{2}}
і
{\displaystyle \operatorname {K} _{XY}(t_{1},t_{2})=\operatorname {K} _{XY}(t_{2}-t_{1},0)} для всіх {\displaystyle t_{1},t_{2}}
Поклавши {\displaystyle \tau =t_{2}-t_{1}} (запізнювання в часі, англ. time lag, або кількість часу, на яку було зміщено сигнал), ми можемо визначити
{\displaystyle \operatorname {K} _{XY}(\tau )=\operatorname {K} _{XY}(t_{2}-t_{1})\triangleq \operatorname {K} _{XY}(t_{1},t_{2})}.
Таким чином, взаємна коваріаційна функція двох спільно СШС процесів задається як
| {\displaystyle \operatorname {K} _{XY}(\tau )=\operatorname {cov} (X_{t},Y_{t-\tau })=\operatorname {E} [(X_{t}-\mu _{X})(Y_{t-\tau }-\mu _{Y})]=\operatorname {E} [X_{t}Y_{t-\tau }]-\mu _{X}\mu _{Y}} | \| \| \| \| \| \| \| \| | (2) |
| |                         |     |
| |                         |     |

що рівнозначне
{\displaystyle \operatorname {K} _{XY}(\tau )=\operatorname {cov} (X_{t+\tau },Y_{t})=\operatorname {E} [(X_{t+\tau }-\mu _{X})(Y_{t}-\mu _{Y})]=\operatorname {E} [X_{t+\tau }Y_{t}]-\mu _{X}\mu _{Y}}.

### Некорельованість
Два стохастичні процеси {\displaystyle \left\{X_{t}\right\}} та {\displaystyle \left\{Y_{t}\right\}} називають некорельо́ваними (англ. uncorrelated), якщо їхня коваріація {\displaystyle \operatorname {K} _{\mathbf {X} \mathbf {Y} }(t_{1},t_{2})} є нульовою для всіх моментів часу.:с.142 Формально:
{\displaystyle \left\{X_{t}\right\},\left\{Y_{t}\right\}} некорельовані {\displaystyle \quad \iff \quad \operatorname {K} _{\mathbf {X} \mathbf {Y} }(t_{1},t_{2})=0\quad \forall t_{1},t_{2}}.

## Взаємна коваріація детермінованих сигналів
Взаємна коваріація також важлива в обробці сигналів, де взаємну коваріацію між двома стаціонарними в широкому сенсі випадковими процесами можливо оцінювати шляхом усереднювання добутку зразків, виміряних за одним процесом, і зразків, виміряних за іншим (та його зсувами в часі). Зразки, включені до усереднювання, можуть бути довільною підмножиною всіх зразків у сигналі (наприклад, зразки в межах скінченного часового вікна, або підвибірка одного з сигналів). За великої кількості зразків це усереднення збігається до істинної коваріації.
Під взаємною коваріацією також можуть мати на увазі «детерміно́вану» взає́мну коваріа́цію (англ. "deterministic" cross-covariance) між двома сигналами. Вона складається з підсумовування над усіма часовими індексами. Наприклад, для дискретночасових сигналів {\displaystyle f[k]} та {\displaystyle g[k]} взаємну коваріацію визначають як
{\displaystyle (f\star g)[n]\ {\stackrel {\mathrm {def} }{=}}\ \sum _{k\in \mathbb {Z} }{\overline {f[k]}}g[n+k]=\sum _{k\in \mathbb {Z} }{\overline {f[k-n]}}g[k]}
де лінія вказує на взяття комплексного спряження, коли сигнали комплекснозначні.
Для неперервних функцій {\displaystyle f(x)} та {\displaystyle g(x)} (детерміновану) взаємну коваріацію визначають як
{\displaystyle (f\star g)(x)\ {\stackrel {\mathrm {def} }{=}}\ \int {\overline {f(t)}}g(x+t)\,dt=\int {\overline {f(t-x)}}g(t)\,dt}.

### Властивості
(Детермінована) взаємна коваріація двох неперервних сигналів пов'язана зі згорткою через
{\displaystyle (f\star g)(t)=({\overline {f(-\tau )}}*g(\tau ))(t)}
а (детермінована) взаємна коваріація двох дискретночасових сигналів пов'язана з дискретною згорткою через
{\displaystyle (f\star g)[n]=({\overline {f[-k]}}*g[k])[n]}.